# Dolmen von Alberite

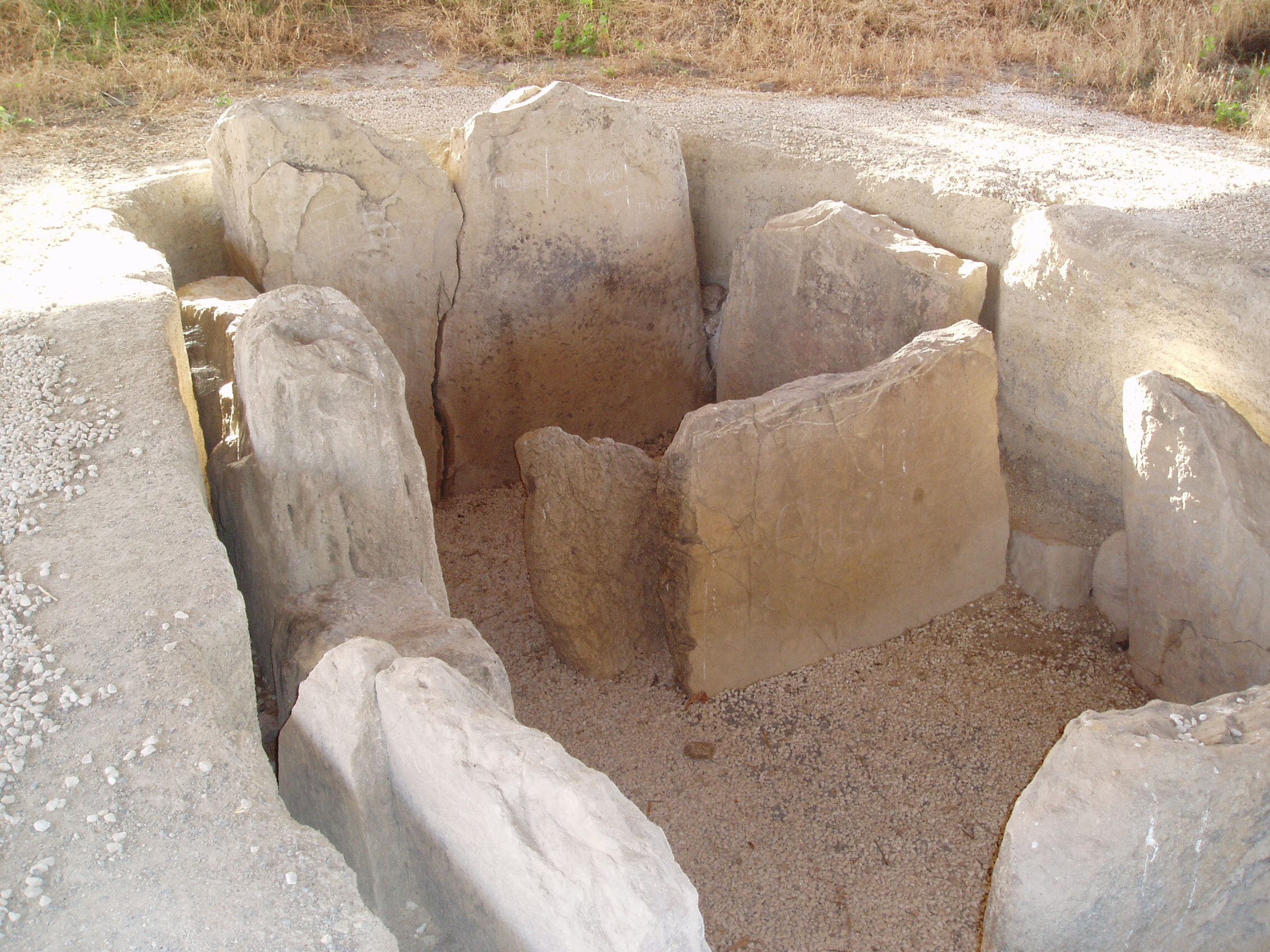
Dolmen von Alberite – Kopfnische

Der 1993 entdeckte Dolmen von Alberite liegt in der Nekropole I, in Villamartín in der Provinz Cádiz in Andalusien in Spanien. Der etwa 6000 Jahre alte Dolmen ist es einer der ältesten auf der Iberischen Halbinsel.
Der von Francisco Pacheco Giles und José Ramos Muñoz ausgegrabene Dolmen besteht aus einer etwa 23,0 m langen Galerie aus teilweise abgeschlagenen Trag- und völlig fehlenden ehemals horizontal aufgelegten Decksteinen und einem monumentalen Zugang aus zwei freistehenden Orthostaten. Die sich zur Mitte der Galerie hin zunächst verengende, dann erweiternde und zum Ende hin wieder schmalere Kammer wird linksseitig durch zwei Seitensteine segmentiert. Am Ende liegt eine durch rechtsseitige Platten abgeteilte Kopfnische.
Auf einigen Steinen, insbesondere den Trennsteinen, befinden sich schematische Bilder in Ocker und anthropomorphe Gravuren sowie die von Monden, Sonnen und Waffen. Die Reste zweier Menschen, deren Knochen mit rotem Ocker bestäubt waren, wurden im Inneren gefunden. Die Beigaben der Bestattungen bestehen aus polierte Steinwerkzeugen, Halsketten aus Bernstein und Muscheln, einer ockerfarbene Palette und einem Quarzkristall von etwa 20 cm Länge.
Die ehemals in einem Rundhügel gelegene Anlage wurde mit einer äußeren Mauer versehen und modern überdacht.